# Tabanus tenuistria
Tabanus tenuistria är en tvåvingeart som beskrevs av Krober 1931. Tabanus tenuistria ingår i släktet Tabanus och familjen bromsar. Inga underarter finns listade i Catalogue of Life.